# HBO GO
HBO GO fue un servicio de transmisión de video por demanda de TV Everywhere ofrecido por la red de cable premium estadounidense HBO para clientes fuera de los Estados Unidos. Permite a los suscriptores de HBO transmitir selecciones de contenido de HBO, incluidas series, películas, especiales y eventos deportivos actuales y pasados, a través del sitio web de HBO o aplicaciones en dispositivos móviles, consolas de videojuegos y reproductores de medios digitales. El servicio se lanzó por primera vez el 18 de febrero de 2010 y dejó de funcionar el 1 de junio de 2020 en Estados Unidos y el 29 de junio de 2021 en Latinoamérica, siendo migrado por HBO Max.